# George Alexander Stevens
George Alexander Stevens, född 1710 i Holborn i London, död den 6 september 1780, var en brittisk skådespelare, skådespelsförfattare, poet och visdiktare. Efter många år som kringresande skådespelare uppträdde han på teatern i Covent Garden, numera Royal Opera House.
George Alexander Stevens var mest berömd under sin livstid för sin Lecture on Heads, en satirisk "föreläsningsföreställning" om huvuden och mode, vilken parodierade fysiognomikens popularitet. Föreläsningen gavs den första gången 1764 och blev en omedelbar succé. Han fortsatte att framföra denna performance på turnéer i Britannien, på Irland och i Storbritanniens kolonier i Boston och Philadelphia.
Han var också känd som en populär visdiktare, särskilt uppskattad för sina frivola dryckesvisor, och patriotiska sånger (som "Liberty-Hall" och "The Briton"). Många av sångerna finns i samlingen Songs, comic and satyrical från 1788.
Stevens skrev också dramatiska stycken för scenen, romanen Tom Fool och satiren The Birthday of Folly.  